# Hibarette
Hibarette (okzitanisch Hibarèta) ist eine französische Gemeinde mit 233 Einwohnern (Stand: 1. Januar 2022) im Département Hautes-Pyrénées in der Region Okzitanien (bis 2015 Midi-Pyrénées). Sie gehört zum Arrondissement Tarbes und zum Gemeindeverband Tarbes-Lourdes-Pyrénées.

## Geografie
Die Gemeinde Hibarette liegt im Norden der Landschaft Bigorre im Vorland der Pyrenäen, etwa sechs Kilometer südlich der Départements-Hauptstadt Tarbes und zehn Kilometer nordöstlich des Wallfahrtsortes Lourdes. Durch den Nordwesten des 1,53 km² umfassenden Gemeindegebietes fließt der Échez. Umgeben wird Hibarette von den Nachbargemeinden Louey im Norden, Saint-Martin im Osten und Bénac im Südwesten.

## Ortsname

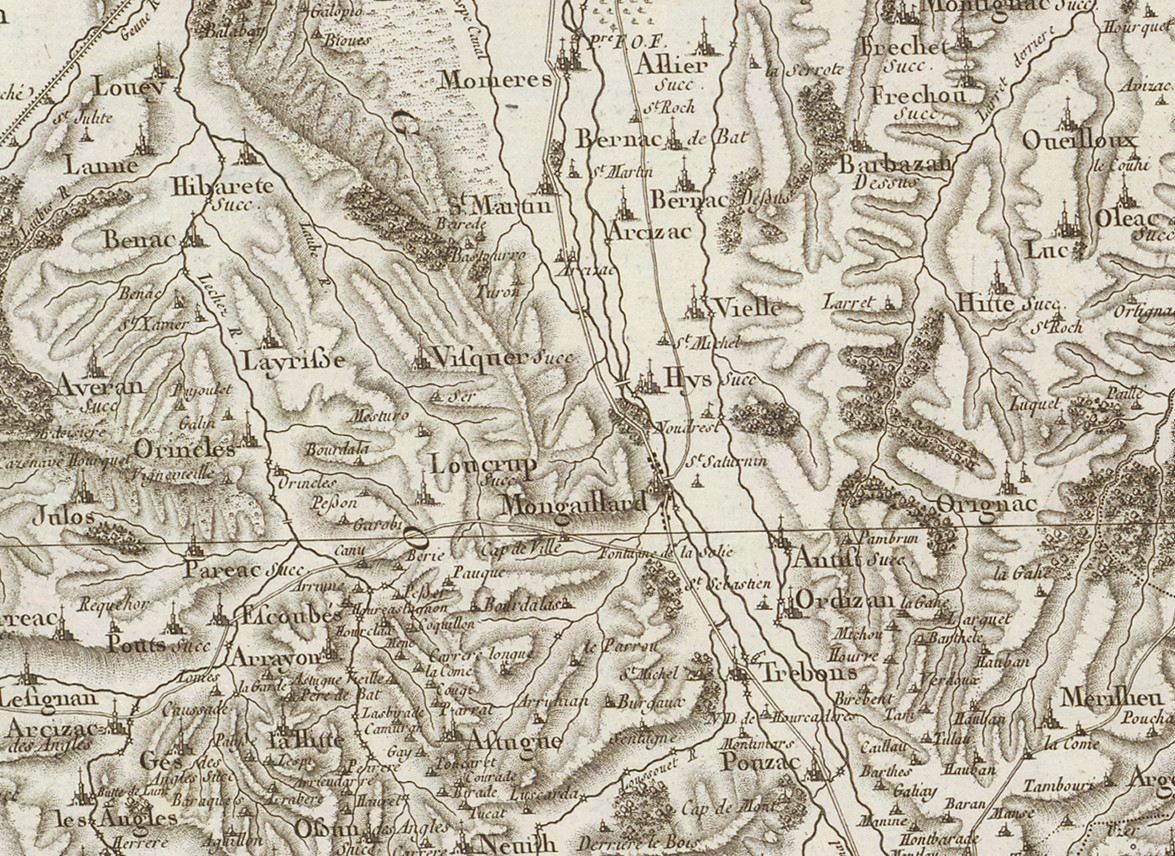
Ortsname Hibarete auf der Cassini-Karte (1756–1789)

Der Name leitet sich vom lateinischen Ripa fracta = steile Bamk ab.
Erstmals erwähnt wurde das Dorf im Jahr 1065 als Aribafreyta. Der Name entwickelte sich über De Ripa Freyta (1313), De Ribafracta (1342), de Rippa Fracta (1379), Ribafreyte und Riba Freyte (1429) zu den der heutigen Form ähnlichen Namen Hibaréte (1768) und Hibarete (fEnde des 18. Jahrhunderts).

## Bevölkerungsentwicklung
| Jahr      | 1962 | 1968 | 1975 | 1982 | 1990 | 1999 | 2011 | 2021 |
| Einwohner | 133  | 121  | 124  | 157  | 164  | 187  | 235  | 235  |

Im Jahr 1793 wurde mit 114 Bewohnern die bisher niedrigste Einwohnerzahl ermittelt. Die Zahlen basieren auf den Daten von cassini.ehess und INSEE.

## Sehenswürdigkeiten

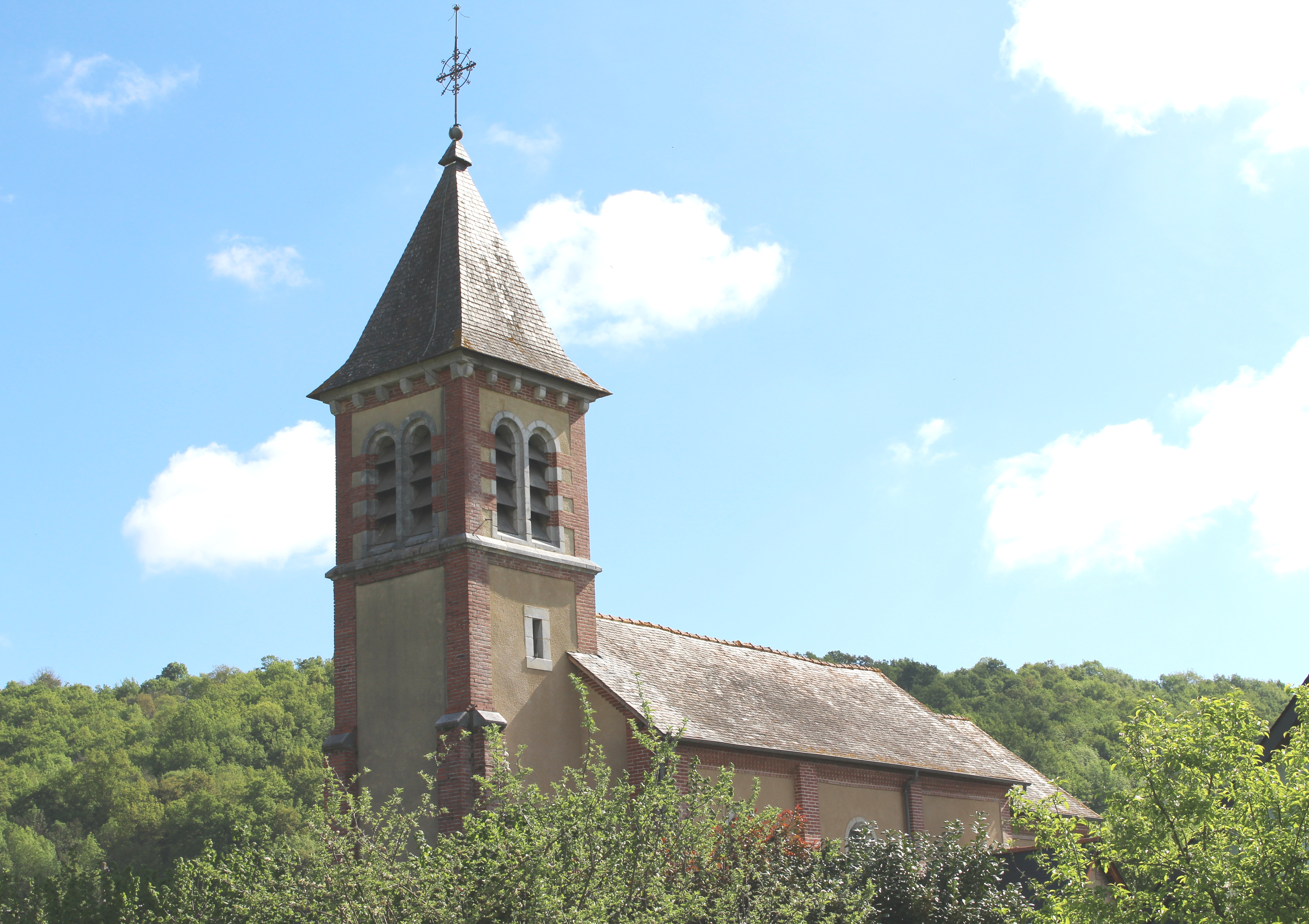
Kirche Saint-Étienne
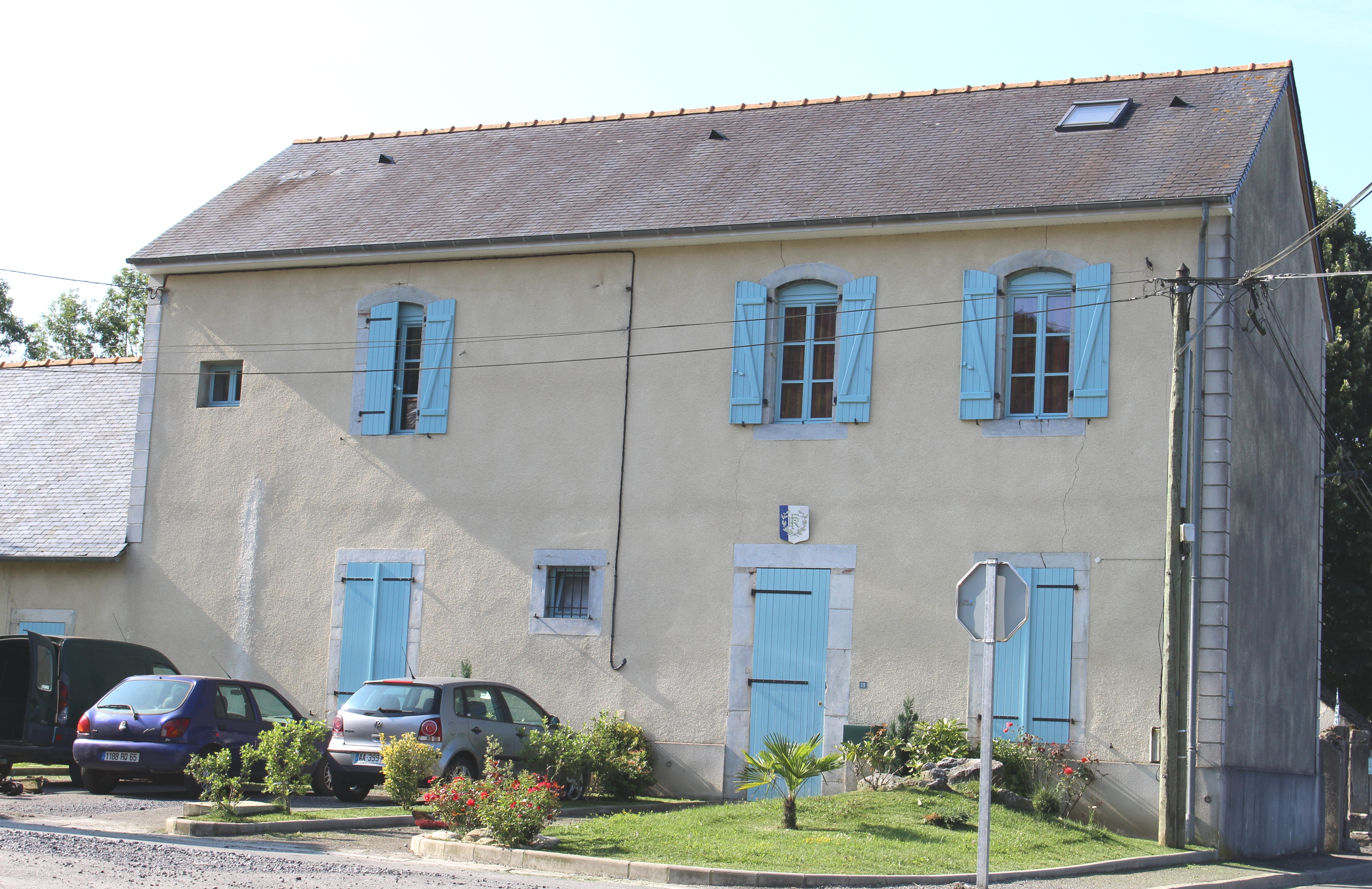
Altes Rathaus (Mairie, 2014)
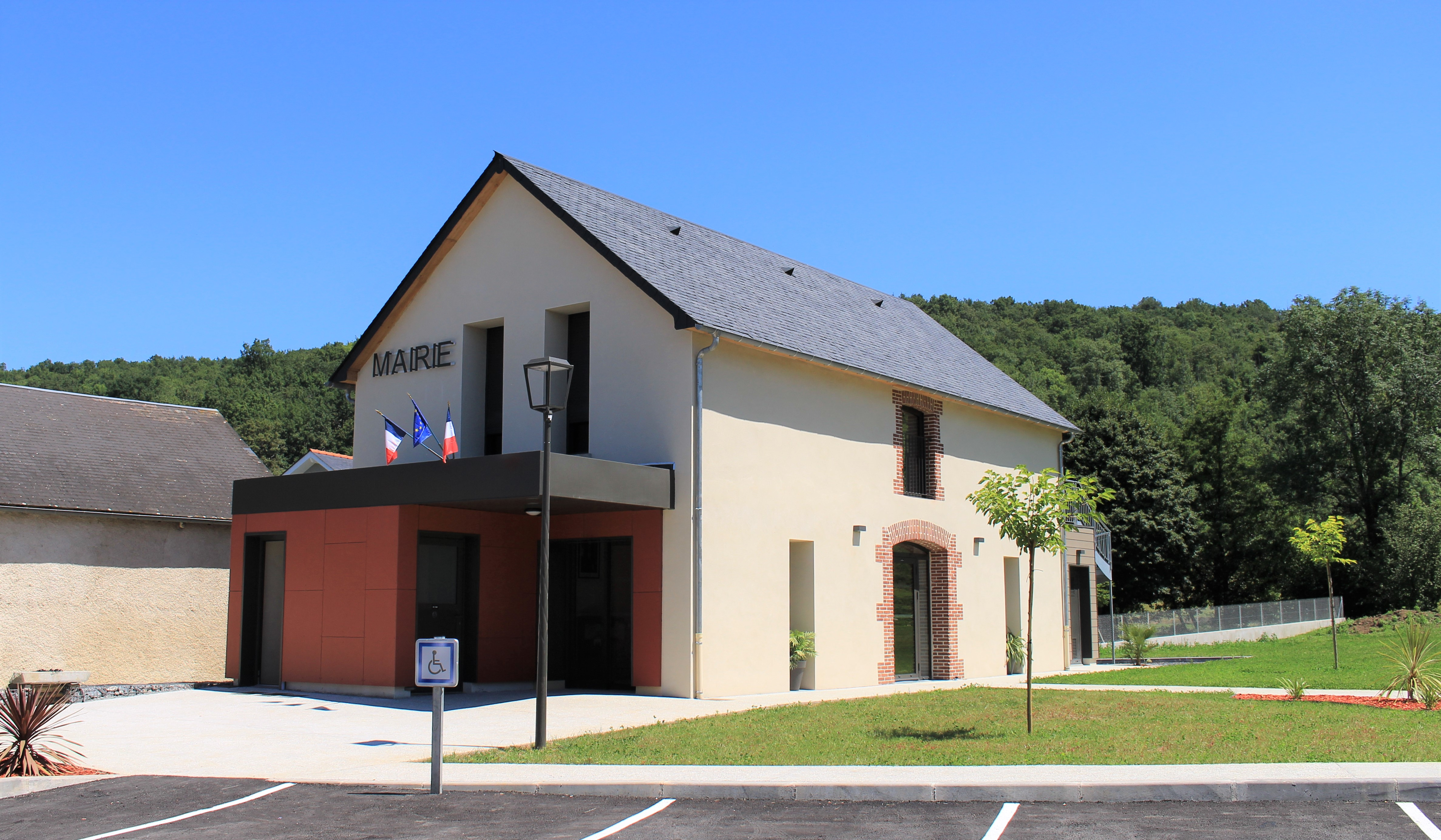
Neues Rathaus (2022)
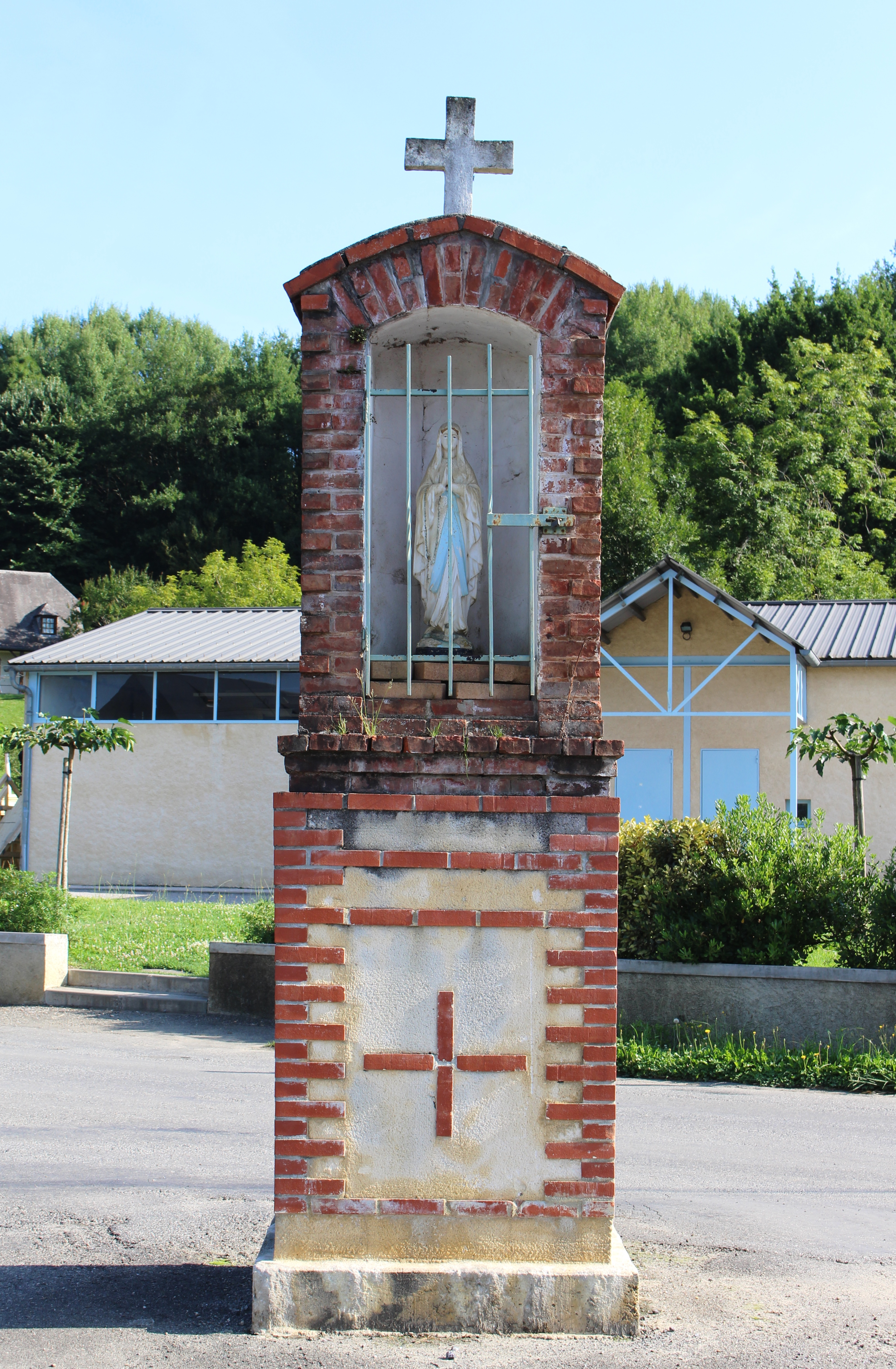
Oratorium
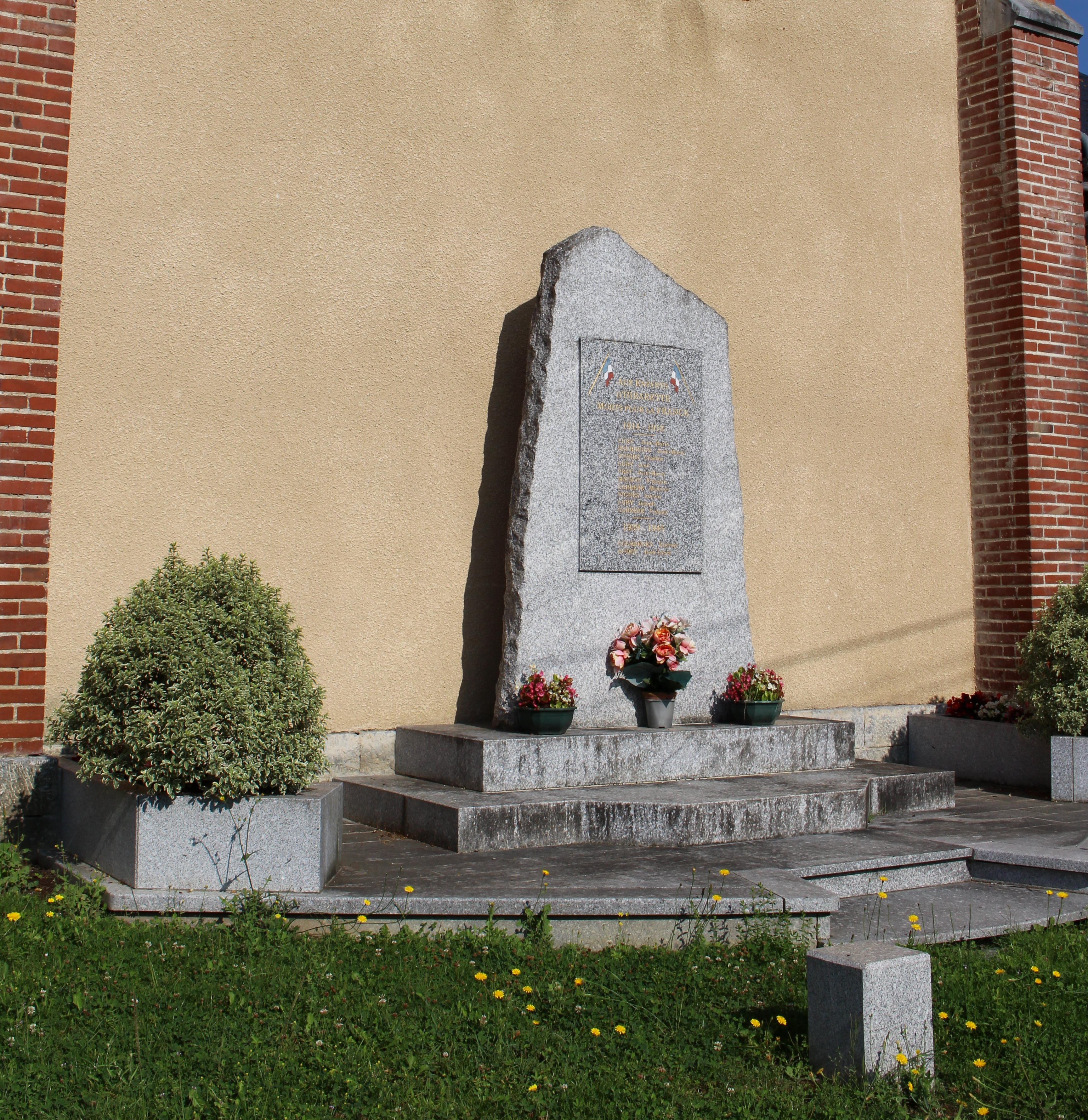
Gefallenendenkmal
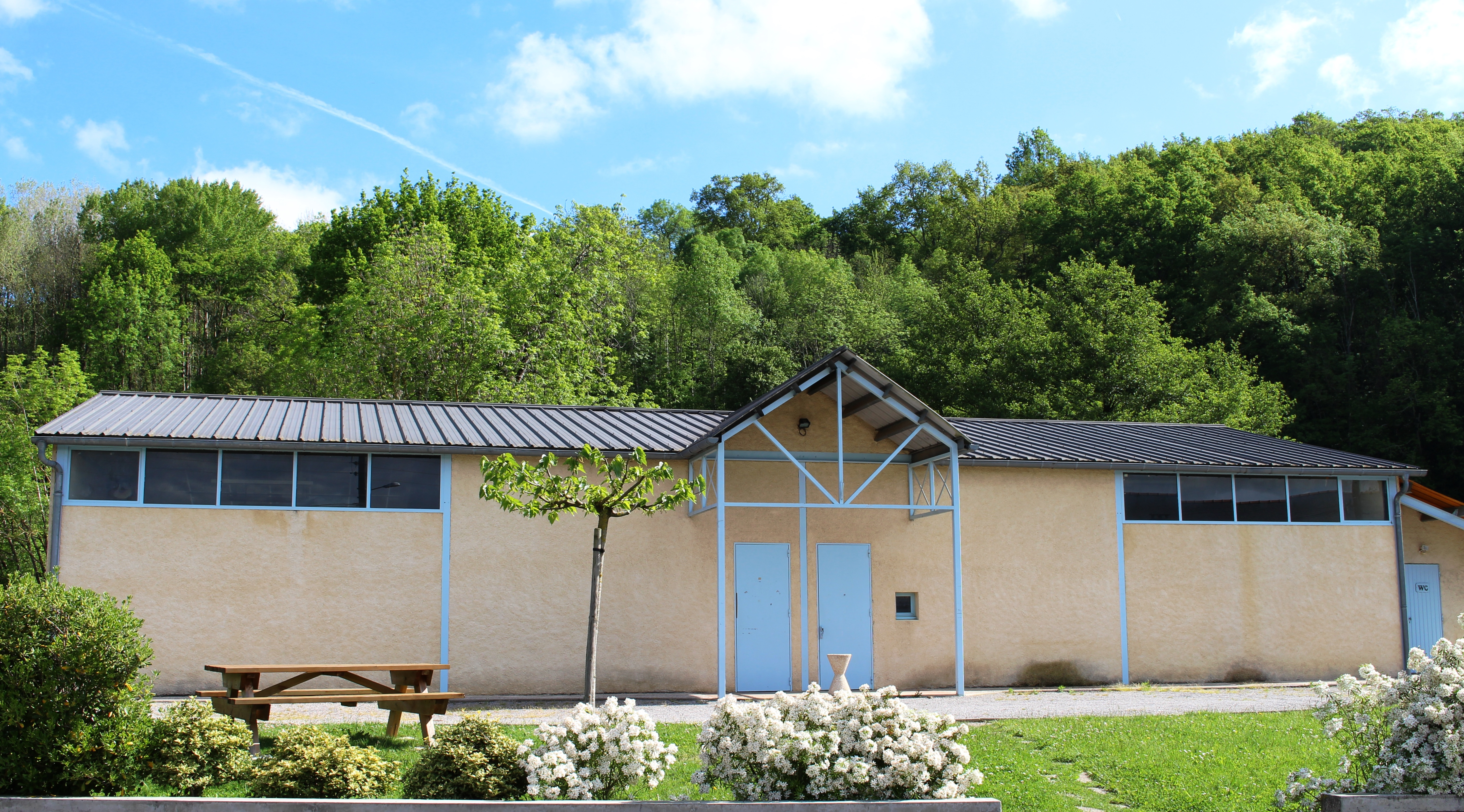
Gemeindefestsaal
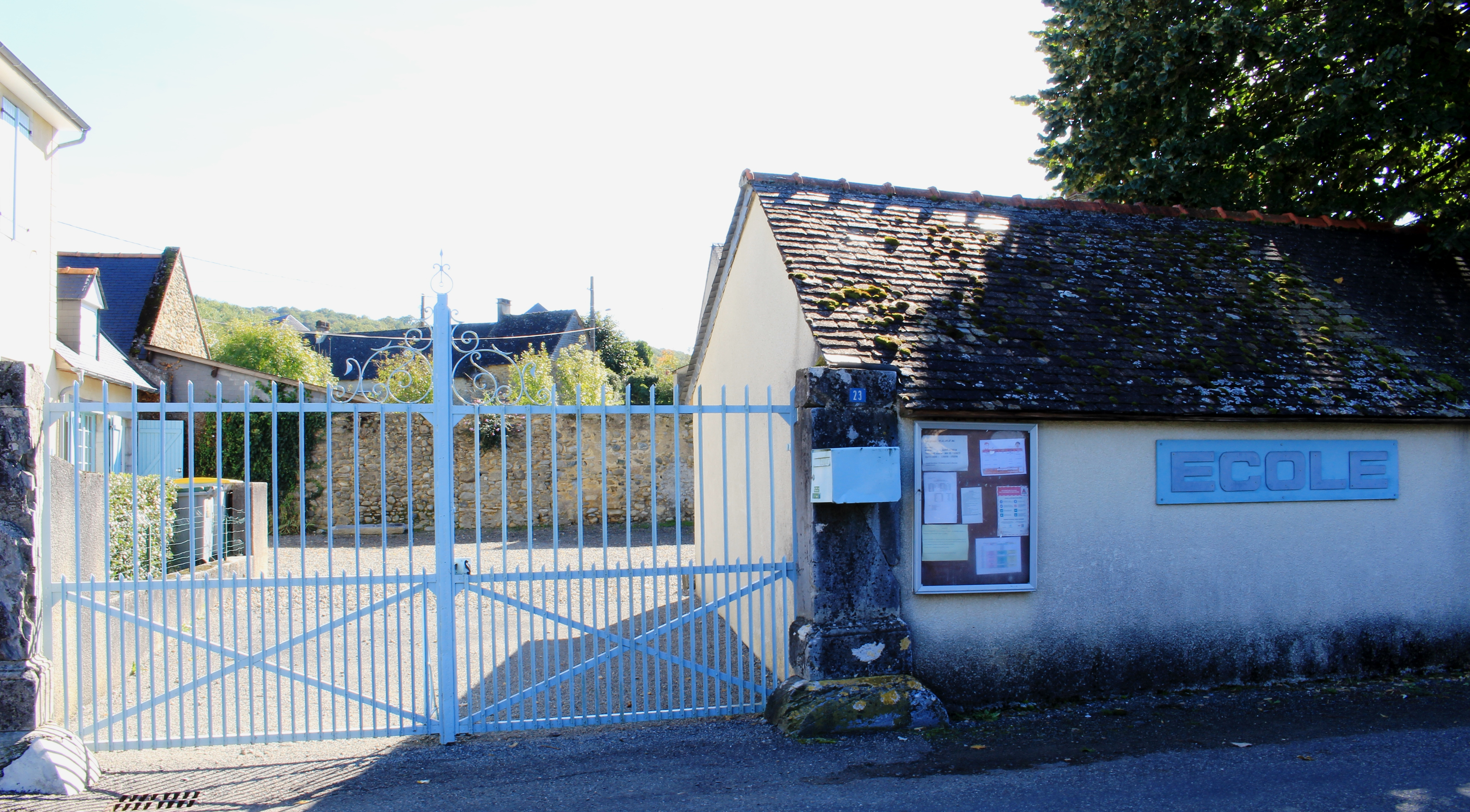
Grundschule

- Kirche Saint-Étienne
- Altes Rathaus (Mairie, 2014)
- Neues Rathaus (2022)
- Oratorium
- Gefallenendenkmal
- Gemeindefestsaal
- Grundschule

## Wirtschaft und Infrastruktur
Hibarette ist teilweise bäuerlich geprägt. In der Gemeinde sind elf Landwirtschaftsbetriebe ansässig (Getreideanbau, Rinderzucht).
Die Gemeinde Hibarette ist verkehrstechnisch gut erschlossen. Vier Kilometer westlich am Flughafen Lourdes bestehen Anschlüsse an das Fernstraßennetz (Route nationale 21) und die Autoroute A64. In Tarbes befindet sich auch der nächstgelegene Bahnhof an der Bahnstrecke Toulouse–Bayonne.

## Belege
1. ↑  Michel Grosclaude und Jean-François Le Nail: Dictionnaire toponymique des communes des Hautes Pyrénées unter Mitwirkung von Jacques Boisgontier, Generalrat des Départements Hautes Pyrénées, 2000
2. ↑  Hibarette auf cassini.ehess
3. ↑  Hibarette auf INSEE
4. ↑  Landwirtschaftsbetriebe auf annuaire-mairie.fr (französisch)